# Cartoonito
Cartoonito é uma marca para coleção de canais e blocos de programação para crianças menores da idade pré-escolar, de propriedade da Warner Bros. Discovery. A primeira marca foi um canal de televisão por assinatura pré-escolar voltado para as crianças antes de 6 anos de idade, que pertence a Warner Bros. Global Kids, Young Adults and Classics. O canal foi lançado em 24 de maio de 2007 no Reino Unido e Irlanda, originalmente como bloco da programação pertencente ao Cartoon Network Too, que foi lançado em 4 de setembro de 2006 e foi o primeiro país que lançou. Cartoonito é transmitido como canal no Reino Unido e Irlanda, Itália, Espanha, e Sudeste Asiático, e foi um bloco em toda a Europa.
Mas foi desconectado à transmissão na Espanha, Europa e Sudeste Asiático. Em Portugal, o Cartoonito foi transmitido na versão pan-europeia de Boomerang em 18 de setembro de 2011, mas foi extinta em 2014. Mais tarde, regressou no Boomerang de Portugal em 21 de fevereiro de 2022 no bloco da manhã e no bloco da tarde e substituiu o Boomerang de Portugal como canal em 23 de março de 2023.  Nos Estados Unidos, foi lançado o bloco de programação no Cartoon Network em 13 de setembro de 2021. No Brasil, segundo a operadora Sky, Cartoonito foi lançado em 1 de dezembro de 2021, substituindo o Boomerang. Na América Latina, também foi lançado em 1 de dezembro de 2021.
Este canal é exibido como bloco da programação pertencente ao Boomerang resto da Europa, no Oriente Médio e na África do Norte.
Antes do lançamento oficial em 2021, a Turner já planejou lançar o canal no Brasil em 2013 sob o nome de Cartoonzinho, porém, as negociações não foram adiante.

## História

### Lançamento (2006–2011)

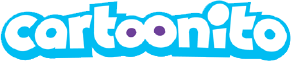
Logótipo original, usada em 2006 a 2018 no Reino Unido.

Em 4 de setembro de 2006, o Cartoon Network Too (um segundo sinal de transmissão do Cartoon Network RU) estreou um novo bloco de programação chamado Cartoonito, que funcionava das 6h até as 15h em todos os dias. A série apresentada no Cartoonito foi adquirida em vários países do mundo e estava disponível em inglês e francês. O bloco foi posteriormente dividido em um canal separado em 24 de maio de 2007, quando o Cartoonito expandiu suas horas de transmissão, ocupando todo o horário diurno que anteriormente compartilhava com o Cartoon Network Too. Por sua vez, Cartoon Network Too tornou-se um canal de 24 horas que substituiu Toonami RU. De setembro de 2009 a março de 2010, um bloco matinal de Cartoonito foi ao ar no Boomerang até seu lançamento na Virgin Media. Em 15 de janeiro de 2018, o Cartoonito RU foi relançado como um canal de 24 horas.

### Expansão (2011–2021)

#### Europa, África e Oriente Médio
Em maio de 2011, a Turner Broadcasting System Europe anunciou o lançamento da marca Cartoonito na Europa, Oriente Médio e África, onde os blocos de programação seriam lançados nos canais Cartoon Network ou Boomerang naquela região.
O Cartoonito foi lançado como um bloco matinal no Cartoon Network Árabe no Oriente Médio em 4 de setembro de 2011, transmitindo sete dias por semana. Simultaneamente, o Cartoonito também foi disponibilizado em inglês no Oriente Médio por meio de outro bloco matinal no Boomerang EMEA. Ambos os blocos terminaram em 1º de janeiro de 2014 (Boomerang) e 1º de abril de 2014 (Cartoon Network), mas o sinal árabe da Cartoon Network retomaria o Cartoonito em 24 de março de 2019, que agora vai ao ar de domingo a quinta-feira, às 9:30 da manhã no horário local.
Na Espanha, o Cartoonito foi lançado como um canal 24 horas em 1 de setembro de 2011, substituindo o Boomerang, como parte dos planos da Turner Broadcasting System EMEA de lançar a marca na Europa, Oriente Médio e África. A mudança também aumentou a distribuição do Cartoonito para 125 milhões de lares em 112 territórios. Em 30 de junho de 2013, o canal foi fechado junto com o sinal espanhol do Cartoon Network.

#### Ásia e Pacífico
Em 1 de dezembro de 2012, o Cartoonito foi lançado na Ásia-Pacífico e nas Filipinas através da SkyCable. Cartoonito está disponível como parte de seu Metropack e sob demanda através do Skycable Select. Cartoonito foi substituído pelo Boomerang em 1 de janeiro de 2015.

### Relançamento (2021–presente)
Em 6 de outubro de 2020, o presidente da Warner Bros. Global Kids, Young Adults and Classics, Tom Ascheim, revelou os planos da Cartoon Network para atrair um público pré-escolar. Em uma entrevista de 5 de fevereiro de 2021 ao Kidscreen, Ascheim revelou que o Cartoon Network estaria expandindo suas ofertas de programação para incluir séries voltadas para famílias, meninas e meninos em idade pré-escolar. A entrevista coincidiu com a aquisição dos direitos de transmissão de Thomas & Friends: All Engines Go, um reboot da série original de Thomas & Friends.

#### Estados Unidos
Em 17 de fevereiro, a WarnerMedia anunciou que o Cartoonito seria lançado oficialmente nos Estados Unidos no Cartoon Network e no serviço de streaming HBO Max, marcado para incluir um bloco de programação no primeiro e um componente de streaming adicional para o último. A programação de lançamento incluiu 20 novas séries, incluindo Bugs Bunny Builders, Little Ellen e Tom e Jerry Junior da Warner Bros. Animation; Bea's Block e Mecha Builders da Sesame Workshop; Jessica's Big Little World (um spin-off da série original do Cartoon Network Craig's World e adquiriu as séries Ladybird Lu, Lucas the Spider e Mush-Mush & The Mushables. Cartoonito foi lançado oficialmente em 13 de setembro de 2021 e inicialmente durou 8 horas (6h às 14h ET/PT) em dias de semana e 2 horas (6h às 8h ET/PT) nos finais de semana.

#### Europa, África e Oriente Médio
Em maio de 2021, a WarnerMedia RU e a EMEA anunciaram planos para relançar o Cartoonito em sua região.
Em 1º de fevereiro de 2022, o canal britânico e irlandês Cartoonito adotou a marca mundial. Além disso, a partir de 1 de março de 2022, um bloco Cartoonito de uma hora durante a semana foi ao ar das 9h às 10h no canal irmão Cartoon Network.
Nos países nórdicos, Cartoonito foi lançado como bloco de programação no Boomerang em 1 de fevereiro de 2022.
Em 6 de fevereiro de 2022, Cartoonito MENA foi renomeado com um novo visual ao lado. Atualmente, não está confirmado que isso se expandirá em seu serviço irmão ao lado do Cartoon Network África.
A partir de 7 de fevereiro de 2022, blocos de programação do Cartoonito no Cartoon Network Árabe e Cartoon Network Turquia adotaram a marca.
Em Portugal, um bloco Cartoonito pela manhã e à tarde foi lançado no Boomerang em 21 de fevereiro de 2022. Mais tarde, tornou-se um canal substituindo o Boomerang em 23 de março de 2023.

#### América Latina
Por meio de uma promoção, foi confirmado o lançamento da marca na América Latina em 2022. Em outubro de 2021, a Sky Brasil anunciou que o Cartoonito seria lançado no Brasil em 1 de dezembro, substituindo o Boomerang. Poucos dias depois, o serviço argentino Telered anunciou na mesma data a substituição do Boomerang pelo Cartoonito para o resto da América Latina.

#### Ásia e Pacífico
No Japão, Cartoonito foi lançado como bloco de programação no Cartoon Network em 1 de março de 2022, nas manhãs de todos dias.
Cartoonito retornaria no Sudeste Asiático em 28 de março de 2022, usando a marca mundial.

## Versões internacionais
| País                    | Nome da região              | Data de transmissão                            |
| ----------------------- | --------------------------- | ---------------------------------------------- |
| Reino Unido e Irlanda   | Cartoonito                  | 24 de maio de 2007 - presente                  |
| Itália                  | Cartoonito                  | 22 de agosto de 2011 - presente                |
| Espanha e Andorra       | Cartoonito                  | 1 de setembro de 2011 - 30 de junho de 2013    |
| Sudeste Asiático        | Cartoonito                  | 1 de dezembro de 2012 - 31 de dezembro de 2014 |
| Europa                  | Boomerang                   | 2011 - 2014                                    |
| Brasil e América Latina | Cartoonito (América Latina) | 1 de dezembro de 2021 - presente               |
| Portugal                | Cartoonito (Portugal)       | 23 de março de 2023 - presente                 |

### Blocos de programação
| País                            | Notas                                                                             | Data de transmissão                                                                                                  |
| ------------------------------- | --------------------------------------------------------------------------------- | --- |
| Oriente Médio e África do Norte | Bloco de programação no Boomerang (feed pan-europeu) Cartoon Network (feed árabe) | 4 de setembro de 2011 - 1 de janeiro de 2014 (feed pan-europeu) Março de 2019 - presente (feeds pan-europeu e árabe) |
| África Subsariana               | Bloco de programação no Cartoon Network                                           | 7 de maio de 2012 - presente                                                                                         |
| Índia e Paquistão               | Bloco de programação no Cartoon Network                                           | 7 de agosto de 2013 - presente                                                                                       |
| Estados Unidos                  | Bloco de programação no Cartoon Network                                           | 13 de setembro de 2021 - presente                                                                                    |
| Portugal                        | Bloco de programação no Boomerang                                                 | 21 de fevereiro de 2022 - 22 de março de 2023                                                                        |

## Mascote
Desde a sua pré-visualização, as mascotes oficiais do canal são os `` Cartoonitos ``, 6 personagens com aparência de formas geométricas com olhos e boca, que introduzem a série no ar de tempos em tempos:
- Cuba, o cubo vermelho.

- Bubble, a bola amarela.

- Spike, o triângulo azul.

- Ringo, o donut verde.

- Ting, a estrela rosa.

- Lolly, o cilindro púrpura.